# Crotalaria cabui
Crotalaria cabui är en ärtväxtart som beskrevs av Rudolf Wilczek. Crotalaria cabui ingår i släktet sunnhampor, och familjen ärtväxter. Inga underarter finns listade i Catalogue of Life.